# Offa di Mercia
Offa (AFI: /ˈɔffa/; ... – 29 luglio 796) è stato un sovrano anglosassone che governò sul Regno di Mercia dal 757 fino alla propria morte.
Figlio di Thingfrith e discendente di Eowa, Offa salì al trono dopo un periodo di guerre civili seguente l'assassinio di Etelbaldo. Offa sconfisse l'altro pretendente, Beornred. Nei primi anni del regno di Offa, probabilmente consolidò il suo controllo sulle persone delle Midlands come il Hwicce e il Magonsete. Sfruttando l'instabilità del regno del Kent per istituirsi come signore supremo, Offa controllava il Sussex nel 771, sebbene la sua autorità fu combattuta in ambedue i territori. Negli anni 780 estese la supremazia merciana sulla maggior parte dell'Inghilterra meridionale, alleandosi con Beorhtric del Wessex, il quale sposò la figlia di Offa, Eadburh, e riottenne il controllo completo del sudest. Divenne signore supremo dell'Anglia Orientale ed ebbe decapitato il re Etelberto II dell'Anglia orientale nel 794, forse per essersi ribellato.
Offa fu un re cristiano che entrò in conflitto con la Chiesa, particolarmente con Jænberht, l'arcivescovo di Canterbury. Offa persuase il papa Adriano I per dividere l'arcidiocesi di Canterbury in due, creando una nuova arcidiocesi di Lichfield. Questa riduzione di potere di Canterbury può essere stata motivata dal desiderio di Offa di avere un arcivescovo che consacrasse suo figlio Ecgfrith come re, dacché è possibile che Jænberht rifiutasse di celebrare la cerimonia, che ebbe luogo nel 787. Offa ebbe una disputa col vescovo di Worcester, che fu risolta al concilio di Brentford nel 781.
Molte monete pervenute dal regno di Offa portano eleganti raffigurazione del sovrano, e la loro qualità supera quella del coevo conio franco. Alcune monete sfoggiano immagini di sua moglie, Cynethryth, l'unica regina anglosassone ad essere effigiata in una moneta. Solo tre monete d'oro di Offa sono sopravvissute; una è una copia di un dīnār abbaside del 774 e mostra testo arabo su un lato, e "Offa Rex" sull'altro. L'utilizzo delle monete d'oro è ignoto ma potrebbero essere state fabbricate come elemosina o per doni a Roma.
Molti storici ritengono che Offa sia il re anglosassone più potente prima di Alfredo il Grande. Sebbene il suo dominio non si estese mai alla Nortumbria, diede sua figlia Elfleda in matrimionio al re nortumbriano Etelredo I nel 792. Anticamente gli storici vedevano il regno di Offa come una tappa del processo verso l'unità inglese, tuttavia, ciò non corrisponde al consenso contemporaneo maggioritario: nelle parole dello storico Simon Keynes, "Offa era guidato dalla brama di potere, non da una visione dell'unità inglese; ciò che lasciò fu una reputazione, non un'eredità". Suo figlio Ecgfrith succedette al trono merciano alla sua morte, ma il suo regno durò per meno di cinque mesi, prima che Coenwulf di Mercia diventasse re.

## Fonti
La fonte principale su Offa è la Cronaca anglosassone. Ci sono poi i documenti e le lettere del suo regno, che mostrano anche le relazioni di Offa col Continente. Così come le sue monete, che hanno come modello quelle carolinge. Inoltre, il Vallo di Offa mette in luce le grandi risorse di cui disponeva Offa e le sue grandi capacità organizzative.

## Offa e i regni anglosassoni
Nella sua Anglo-Saxon England (Inghilterra anglosassone), Frank Stenton ha notato che dai documenti e dalle lettere si evincerebbe che il regno del Kent fosse caduto sotto l'influenza di Offa. Dunque, i re Heahberht (menzionato in un documento del 764) e Egbert II (menzionato in un documento del 765) sarebbero stati soggetti all'autorità merciana. In due documenti del 774, nei quali Offa concede terre nel Kent, non menzionano alcun re del Kent.
La Cronaca anglosassone ricorda che "i merciani e gli abitanti del Kent combatterono a Otford" nel 776, ma non dice l'esito dello scontro. Di solito si pensa che a vincere siano stati i merciani. Stenton ha però notato che non esistono prove per affermare che Offa abbia dominato sul Kent negli anni immediatamente successivi alla battaglia. Un documento del 784 menziona un re del Kent, Ealhmund. Ciò potrebbe indicare che i merciani sarebbero stati sconfitti a Otford. È comunque certo che Offa esercitò la sua autorità sul Kent dal 785 al 796, anno della sua morte, quando scoppiò una rivolta guidata da Eadbert Praen, con la quale il Kent riconquistò la sua indipendenza.
I sovrani della parte occidentale del Sussex sembrano aver riconosciuto molto presto l'autorità di Offa, mentre quelli della parte orientale sembrano aver opposto una maggior resistenza. Ma dopo una guerra scoppiata nel 771, Offa impose il suo dominio su tutto il Sussex a partire dal 772. Da quel momento i re del Sussex saranno conosciuti solo col titolo di duchi.
Nel 779, il sovrano merciano sconfisse nella battaglia di Bensington (nell'Oxfordshire) re Cinevulfo del Wessex, riconquistando in questo modo le terre perdute in precedenza. Nel 786, dopo l'assassinio di Cinevulfo, Offa pose sul trono del Wessex Beorhtric, che era rivale dell'altro pretendente a questo scranno, Egberto, che era legato alla dinastia del Kent, nemica di Mercia. Ciò fa pensare che Beorhtric abbia riconosciuto l'autorità di Offa, di cui sposò la figlia,
Eadburh, nel 789 (solo dopo la morte del re merciano, infatti, Beorhtric poté battere una propria moneta). Di fatto, i confini tra Wessex e Mercia sembrano aver vissuto in pace durante questo periodo.
Nel 794, dopo l'assassinio di re Æthelberht (che era promesso in sposa a sua figlia Alfreda), Offa si impadronì anche dell'Anglia orientale: non si sa con certezza cosa sia accaduto, perché la Cronaca anglosassone dice solo che "Offa, re di Mercia, ordinò Aethelberht's head to be struck off", mentre il racconto di Ruggero di Wendover, secondo cui Æthelberht fu ucciso grazie a un tranello della moglie di Offa, Cynethryth, potrebbe essere leggendario.
Offa strinse anche un'alleanza matrimoniale con la Northumbria quando sua figlia Ælflæd sposò re Aethelred I a Catterick (792).

## Offa e il Galles
Offa fu spesso in conflitto coi diversi regni del Galles. Nel 760, merciani e gallesi si scontrarono a Hereford, e Offa condusse campagne militari contro i gallesi nel 778, nel 784 e nel 796. Questo perenne stato di conflitto è dimostrato dal Vallo di Offa, costruito sul confine tra Mercia e Galles. La sua costruzione è stata attribuita a Offa dal monaco Asser e non ci sono validi motivi per dubitare di ciò.

## Connessioni con l'Europa
I rapporti tra Offa e re Carlo Magno dei Franchi, il più potente sovrano europeo del tempo, furono improntati a grande rispetto: in una lettera, il re franco definisce Offa "fratello". Ma Offa voleva essere trattato come un pari da Carlo Magno. Ciò creò alcune tensioni. Nel 789, Carlo cercò di organizzare un matrimonio tra uno dei suoi figli e una delle figlie di Offa, mentre quest'ultimo ne propose uno tra il figlio Ecgfrith e una delle figlie del monarca franco. Carlo considerò questa richiesta come un grave affronto e per questo chiuse temporaneamente i porti franchi ai commerci con l'Inghilterra. Carlo diede anche asilo ad alcuni rifugiati, scappati da Offa, tra cui Egberto, che tornò sul trono del Wessex dopo la morte del re del Wessex Beorhtric e dello stesso Offa di Mercia.

## La Chiesa
Offa entrò in conflitto con San Jaenbert, arcivescovo di Canterbury, e cercò di ridurre il potere di Canterbury con la creazione di un'arcidiocesi rivale a Lichfield, che ottenne l'approvazione di papa Adriano I. Un concilio tenuto a Chelsea nel 787 acconsentì alla sua creazione, ma solo dopo alcune discussioni. Higbert, già vescovo di Lichfield, divenne il nuovo arcivescovo dell'arcidiocesi. In seguito, Offa poté far consacrare suo figlio e successore Ecgfrith, così come aveva già fatto Carlo Magno.

## Offa uomo di Stato
Nella sua Inghilterra anglosassone, Stenton sostiene che Offa fu forse il più grande sovrano dei regni inglesi per l'acume politico e l'ampiezza di vedute con cui osservò il mondo. La mancanza di informazioni sui risultati da lui raggiunti non permette di rendere giustizia alle sue abilità.
Offa riformò le monete e creò i primi penny inglesi d'argento, su cui comparve anche la moglie Cynethryth, la prima e unica regina anglosassone ad avere questo onore. Questa riforma dimostrerebbe il controllo amministrativo che Offa esercitava sull'economia, anche se è difficile poter analizzare la questione a causa delle poche monete sopravvissute e alla loro frammentazione cronologica. Una seconda riforma si ebbe tra la morte di Jaenbert e l'insediamento di Aethelheard (792/793). Furono anche coniate alcune monete d'oro, copiate da quelle del califfo abbaside Al-Mansur (773/774) e create appositamente per i commerci con la Spagna araba o come parte di una donazione al Papa.
Tra i titoli usati da Offa ci sono quelli di "rex Merciorium" e poi, dal 774, anche quello di "rex Anglorum": Offa fu il primo sovrano a utilizzare quest'ultimo. C'è tuttavia chi pensa che questo titolo gli sarebbe stato dato a posteriori, nel X secolo, quando era tipico dei sovrani inglesi. Perciò, i documenti in cui viene utilizzato questo termine sarebbero dei falsi. Tuttavia, alcune monete suggeriscono che Offa lo abbia realmente utilizzato, anche se saltuariamente, come alternativo a quello di "rex Merciorum".

## Successione
Nell'ultima fase del suo regno, Offa si adoperò per assicurare la successione al trono del figlio Ecgfrith, che nel 787 fu associato al potere. Dopo la morte del padre, comunque, Ecgfrith sopravvisse per soli 5 mesi e morì in circostanze poco chiare. La parabola del potere merciano imboccò così la sua fase discendente e a partire dall'825, il ruolo di leader in Inghilterra passò al regno del Wessex.